# Galium mollugo
Galium mollugo és una planta herbàcia de distribució eurosiberiana que es troba en prats humits de sòl ric i que als Catalunya només es presenta al Pirineu. Té les fulles linears i disposades en nivells, amb sis o vuit fulles a cada nivell, com és típic del seu gènere, i té flors blanques que es disposen en una inflorescència densa al final de la tija.
El nom Galium mollugo es presta a una certa ambigüitat perquè el va descriure Linné amb un protòleg de caràcters poc definits i on -altres autors- el barrejaven amb Galium lucidum, fins al punt que algunes obres arriben a donar G. mollugo com a sinònim G. lucidum amb la indicació pro parte (abreujat p.p.), per indicar aquesta interpretació de diferents autors sobre el descrit per Linné. En resum, encara que els noms semblen sinònims, les espècies són dues entitats específiques ben diferenciades que no es posen en dubte.